# Säynäjäjärvi (sjö i Kittilä, Lappland, Finland)
Säynäjäjärvi eller Säynäjärvi är en sjö i Finland. Den ligger i kommunen Kittilä i landskapet Lappland, i den norra delen av landet, 800 km norr om huvudstaden Helsingfors. Säynäjäjärvi ligger 210,1 meter över havet. Arean är 18,5 hektar och strandlinjen är 2,01 kilometer lång. Sjön  ingår i Kemi älvs huvudavrinningsområde. 